# Magi i Artemis Fowl
Magi er en vigtig del af fantasyuniverset i Artemis Fowl-serien, der er skrevet af den irske forfatter Eoin Colfer. Det er stort set kun de syv familier eller grupper af feer, der kan bruge magi, mens mennesker kun i helt særlige tilfælde kan bruge det.
I den femte bog, Artemis Fowl: Den Tabte Koloni, bliver det afsløret at magi er en anden type energi, ligesom bl.a. kinetisk energi. Således er det underlagt loven om at energi ikke kan ødelægges, men kun omskabes til andre typer energi.
Når magien i Artemis Fowl er aktiv kan den ses som blå gnister. Fælles for feernes magi er, at de engang imellem skal gennemføre Ritualet for at blive ladet op.

## Almindelige egenskaber
Mesmer
Dette er evnen til at hypnotisere mennesker, feer og muligvis andre væsner. At bruge mesmer mod andre feer er forbudt ifølge Bogen. Evnen er noget alle feer har, selv dem som der stort set er drænet for deres magiske energi. Det kræver direkte øjenkontakt at mesmerisere nogen. Nogle mennesker er mere modstandsdygtige overfor mesmer end andre, og hvis man bærer et par reflekterende solbriller virker mesmer ikke, da magien bliver reflekteret væk.
Afskærming
Det er en simpel form for sløring, hvor feerne øger deres hjerterytme kraftigt, der får dem til at vibrere så hurtigt, at det menneskelige øje ikke kan se dem. Rotter, to typer aber og højhastighedskameraer kan dog godt se igennem feernes afskærming. Artemis Fowl bemærker også en let dis, hvor en fe bruger sin afskærming.
Ulempen ved afskærmning er, at vibrationerne gør det umuligt for feerne at udføre finmotoriske opgaver. De kan også stadig blive hørt.
Healing
Dette involverer at feerne bruger magi til hele sår meget hurtigt. Selv dødelige sår kan heles, men det kan koste år af en persons levetid, som i Evighedskoden, hvor Butler bliver helet efter et skud i brystet, men Holly Short estimerer at det vil koste 15 år af hans levetid.
Sprog
Alle feer har evnen til at forstå og tale alle sprog. Det bruger en lille smule magi. Julius Root bruger dog hellere en tolk, da det ifølge ham "giver hovedpine" at bruge evnen. 
Smulder Muldwerfer taler på et tidspunkt med en hund.

## Dæmonmagi
Dæmoner er en anden type magiske skabninger. Selvom de fleste bliver født uden nogen form for magi, så har dæmonkarle en kraftigere og mere potent magi end feer.
Transport
Da menneskene begyndte at blive fremherskende over jorden valgte en gruppe dæmonkarle at løfte deres ø, Hybras, og alle deres dæmoner på den, ud af tiden til Limbo i stedet for at gemme den under jorden som de andre magiske væsner.
Tidsrejse
Dæmonen Nr. 1 er i stand til at sende Holly Short og Artemis Fowl tilbage i tiden for at sende Artemis' mor.

## Menneskers brug af magi
I serien er Artemis Fowl II det eneste menneske, der nogensinde har haft magi og evnen til at kontrollere den. Han stjal noget ren magi, da han rejste til det tidsløse sted kaldet Limbo, hvor Hybras blev transporteret hen af dæmonkarlene.
I de første kapitler af Tidsparadokset opbruger Artemis alt sin magi i forsøg på at hele sin mor, dog uden at det virker.
Nogle mennesker kan også have en mild grad af mesmer, der er den laveste form for magi. Disse mennesker er ofte hypnotisører eller synske.